# وقيعة المدينة
وقيعة المدينة هي أحد ثورات العرب على النصارى والمولدين والمستعربين في كورة إلبيرة التي لعب أهلها دوراً واضحًا في عهد الفتنة التي وقعت عام 279 هـ/818م بين سوار بن حمدون القيسي وعمر بن حفصون

## خلفية
استغل زعماء القبائل العربية التصدع في بناء الدولة الأموية الذي أحدثته ثورة ابن حفصون ونزعوا إلى الاستقلال، ورأى الأمير عبد الله أن ثورة هولاء الزعماء أشد خطرًا على الدولة من تمرد ابن حفصون حتى وصلت إلى أبواب قرطبة حيث تمرد العرب والمولدين عليه. كان أكثر عرب كورة إلبيرة من سلالة جند دمشق، وكانوا يؤثرون الإقامة في أرباض المدينة وضواحيها، ويشمخون بأنوفهم.
كثر الاحتكاك بين العرب من جهة والنصارى والمولدين والمستعربين من جهة. وعند ابتداء ولاية الأمير عبد الله، كان الصراع بين الفريقين قد إشتد، وخرج أشراف العرب على الأمير عبد الله، واختاروا لهم زعيمًا من القيسية وهو يحيى بن صقالة الذي كان من أشجع رجال عصره، واحتل العرب موقعًا حصينًا شمال شرقى غرناطة، فقام المولدون والمستعربون بحصارهم في ذلك الحصن، وقتلوا عددًا من المدافعين عنه. ولما وجد يحيى نفسه محاطًا بالقتلى من أتباعه، ألقى السلاح، وعقد صلحًا مع المولدين والمستعربين.

## أحداث الوقعة
وقع ابن صقالة ضحية مؤامرة، حيث قتله المولدون والمستعربون في ربيع سنة 899 م (276 هـ)، واختار أتباعه سوار بن حمدون القيسي قائدًا لهم بعد مقتله، وقويت شوكة العرب به، وكثر أتباعه، وقام مطالبا بثأر صاحبه، وقال ابن الأبار عن سوار بن حمدون أنه كان شجاعًا محاربًا. قصد سوار حصن منت شاقر الذي اجتمع فيه المولدون والمستعربون، فنازلهم بالعرب حتى هزمهم، وأخرج منه زعيمهم نابل. وكان نابل قد انتزع هذا الحصن من ابن صقالة، فاسترده سوار، ثم افتتح بعد ذلك حصونًا أخرى من حصون المولدين والمستعربين، وقتل من ظفر به منهم وغنم أموالهم، ولقيه جعد بن عبد الغافر عامل الأمير عبد الله، فهزمه سوار وقتل من أصحابه نحوا سبعة الآف، وأسر جعدًا. ثم منّ سوار على جعد، وأطلقه وأبلغه مأمنه، فغلظ أمر سوار، وسار إلى حصن غرناطة بالقرب من كورة إلبيرة، ووافته عرب تلك النواحي حتى حدود قلعة رباح وغيرها، وصاروا معه على المولدين والمستعربين. بعدئذ، حدثت معركة بين سوار وابن حفصون، هزم فيها سوار ابن حفصون، وقتل فيها عددًا كبيرًا من أصحاب ابن حفصون. أشار سعيد بن جودي صاحب سوار إلى هذه الموقعة بقوله في قصيدة له، قائلاً: